# Comignago
Comignago (piemontiul: Cumgnagh) település Olaszországban, Piemont régióban, Novara megyében. Lakosainak száma 1221 fő (2023. január 1.). Comignago Arona, Borgo Ticino, Castelletto sopra Ticino, Dormelletto, Gattico-Veruno és Oleggio Castello községekkel határos.

## Népesség
A település lakossága az elmúlt években az alábbi módon változott:
| Lakosok száma | 1252 | 1261 | 1221 |
|               | 2017 | 2018 | 2023 |